# Microarthridion reductum
Microarthridion reductum is een eenoogkreeftjessoort uit de familie van de Tachidiidae. De wetenschappelijke naam van de soort is voor het eerst geldig gepubliceerd in 1935 door Albert Monard.